# قطري الحراشف الروبرتسوني
قطري الحراشف الربرتسوني (الاسم العلمي:†Stagonolepis robertsoni) هو نوع من الحيوانات يتبع جنس قطري الحراشف من فصيلة قطريات الحراشف.